# Raja Gemini
Sutan Ibrahim Karim Amrullah (prononcé en indonésien : ['suːtɑn ˈibrahɪm ka.riːm ˈamruːla]), souvent raccourci en Sutan Amrull, plus connu sous le nom de scène Raja Gemini ou plus simplement Raja, est un maquilleur et drag queen américain, principalement connu pour son travail de la quatrième à la douzième saison de Top Model USA et pour sa participation à la troisième saison de RuPaul's Drag Race et à la septième saison de RuPaul's Drag Race All Stars,.

## Jeunesse
Sutan Amrull naît le 14 juin 1974 à Baldwin Park, dans l'État de Californie, aux États-Unis. Il emménage à l'âge de trois ans en Indonésie, le pays natal de ses parents, et réside pendant six ans à Bali et Jakarta avant de revenir aux États-Unis.

## Carrière
Sutan Amrull découvre le drag dans les années 1990, à l'âge de seize ans, dans les discothèques de Los Angeles. Inspiré par les sous-cultures gothiques et punk, il commence sa carrière de drag queen en tant que club kid sous le nom de scène Crayola, d'après l'entreprise éponyme.
Il étudie la direction artistique et l'illustration à l'Université d'État de Californie à Fullerton pendant deux ans avant de commencer une carrière dans le maquillage et le transformisme. Il choisit le nom de scène Raja Gemini, d'après le sanskrit राजा (rājā), un titre de monarque d'Asie du Sud-Est, et son signe astrologique, le Gémeaux.
Il travaille comme maquilleur chez MAC Cosmetics pendant neuf ans avant de commencer une carrière personnelle. De 2005 à 2009, il travaille comme maquilleur de la quatrième saison à la douzième saison de Top Model USA et maquille ainsi Tyra Banks, Dita von Teese, Pamela Anderson, Paulina Porizkova, Iman, Iggy Azalea, RuPaul et Twiggy.
En 2011, Raja est annoncée comme l'une des treize candidates de la troisième saison de RuPaul's Drag Race, qu'elle remporte face à Manila Luzon,.
Elle anime depuis 2014 avec la drag queen Raven l'émission de WOWPresents Fashion Photo RuView.
Le 18 novembre 2018, elle apparaît dans un épisode des Simpson. En juin 2019, elle est l'une des trente-sept drag queens représentées sur la couverture de New York Magazine.
Le 13 avril 2022, Raja est annoncée comme l'une des huit candidates de la septième saison de RuPaul's Drag Race All Stars, où elle se place cinquième, remportant le titre de Queen of She Done Already Done Had Herses et 50 000 dollars,.

## Vie privée
Sutan Amrull est ouvertement homosexuel. Il est marié à Ryan Turner depuis le 14 décembre 2017.

## Discographie
| Année | Titre                 | Artiste                                                       | Album | Ref.   |
| ----- | --------------------- | ------------------------------------------------------------- | ----- | ------ |
| 2011  | Diamond Crowned Queen | Raja                                                          | —     | [ 16 ] |
| 2012  | Sublime               | Raja                                                          | —     | [ 17 ] |
| 2013  | Zubi Zubi Zubi        | Raja                                                          | —     | [ 18 ] |
| 2014  | Lady Marmalade        | The Heathers (Raja, Delta Work, Manila Luzon, Carmen Carrera) | —     | [ 19 ] |
| 2015  | Cholita               | Raja                                                          | —     | [ 20 ] |
| 2019  | Moodbored             | Raja                                                          | —     | [ 21 ] |
| 2022  | Legends               | RuPaul ft. The Cast of RuPaul's Drag Race All Stars, Season 7 | —     | [ 22 ] |
| 2022  | Titanic               | The Cast of RuPaul's Drag Race All Stars, Season 7            | —     |        |

## Filmographie
Sauf indication contraire, les informations mentionnées dans cette section peuvent être confirmées par la base de données cinématographiques IMDb,  présente dans la section « Liens externes ».

### Cinéma
| Année | Titre              | Rôle         | Notes         |
| ----- | ------------------ | ------------ | ------------- |
| 2000  | Angels!            | Tawngy Davis |               |
| 2008  | The Young and Evil | Maxie        | Court-métrage |
| 2015  | TupiniQueens       | Elle-même    | Documentaire  |

### Télévision
| Année     | Titre                                          | Rôle      | Rôle       | Notes                                      |
| --------- | ---------------------------------------------- | --------- | ---------- | ------------------------------------------ |
| 2005–2009 | Top Model USA                                  | Elle-même | Maquilleur | Cycle 4 à Cycle 12                         |
| 2011      | RuPaul's Drag Race                             | Elle-même | Candidate  | Saison 3, 16 épisodes – Gagnante           |
| 2011      | RuPaul's Drag Race: Untucked                   | Elle-même | Candidate  |                                            |
| 2012      | RuPaul's Drag Race                             | Elle-même | Invitée    | Saison 4, épisode 13 : "The Final Three"   |
| 2012      | RuPaul's Drag U                                | Elle-même | Mentor     | Saison 3                                   |
| 2013      | NewNowNext Awards                              | Elle-même |            |                                            |
| 2016      | RuPaul's Drag Race                             | Elle-même | Invitée    | Saison 8, épisode 1 : "Keeping It 100!"    |
| 2016      | RuPaul's Drag Race                             | Elle-même | Invitée    | Saison 8, épisode 10 : "Grand Finale"      |
| 2018      | Les Simpson                                    | Elle-même | Invitée    | Saison 30, épisode 7 : "Maman travaille"   |
| 2018      | The Browns                                     | Elle-même | Invitée    |                                            |
| 2019      | RuPaul's Drag Race                             | Elle-même | Invitée    | Saison 11, épisode 1 : "Whatcha Unpackin?" |
| 2021      | Painted with Raven                             | Elle-même | Juge       | Saison 1, épisode 2 : "Paper Dolls"        |
| 2022      | The Kelly Clarkson Show                        | Elle-même | Invitée    |                                            |
| 2022      | RuPaul's Drag Race All Stars                   | Elle-même | Candidate  | Saison 7, 12 épisodes – 5ème place         |
| 2022      | RuPaul's Drag Race All Stars: Untucked         | Elle-même | Candidate  |                                            |
| 2022      | Countdown to All Stars 7: You're a Winner Baby | Elle-même | Invitée    |                                            |
| 2022      | The View                                       | Elle-même | Invitée    |                                            |